# Йоро (Східні Піренеї)
Йоро́ (фр. Llauro) — муніципалітет у Франції, у регіоні Окситанія, департамент Східні Піренеї. Населення — 317 осіб (01.01.2021).
Муніципалітет розташований на відстані близько 710 км на південь від Парижа, 150 км на південний захід від Монпельє, 21 км на південний захід від Перпіньяна.

## Історія
До 2015 року муніципалітет перебував у складі регіону Лангедок-Русійон. Від 1 січня 2016 року належить до нового об'єднаного регіону Окситанія.

## Демографія
Динаміка населення (Insee ):
Розподіл населення за віком та статтю (2006):
| Стать | Всього | До 15 років | 15-24 | 25-44 | 45-64 | 65-85 | Понад 85 |
| --- | ------ | ----------- | ----- | ----- | ----- | ----- | -------- |
| Чоловіки | 184    | 36          | 12    | 40    | 64    | 32    | 0        |
| Жінки | 144    | 12          | 16    | 24    | 60    | 28    | 4        |
| \| Статево-вікова піраміда \| Статево-вікова піраміда \| Статево-вікова піраміда \| \| ----------------------- \| ----------------------- \| ----------------------- \| \| Чоловіки \| Вік \| Жінки \| \| 0 \| 85 + \| 4 \| \| 4 \| 80-84 \| 8 \| \| 4 \| 75-79 \| 4 \| \| 8 \| 70-74 \| 4 \| \| 16 \| 65-69 \| 12 \| \| 24 \| 60-64 \| 16 \| \| 16 \| 55-59 \| 20 \| \| 16 \| 50-54 \| 4 \| \| 8 \| 45-49 \| 20 \| \| 20 \| 40-44 \| 4 \| \| 8 \| 35-39 \| 8 \| \| 8 \| 30-34 \| 4 \| \| 4 \| 25-29 \| 8 \| \| 0 \| 20-24 \| 0 \| \| 12 \| 15-20 \| 16 \| \| 12 \| 10-14 \| 0 \| \| 12 \| 5-9 \| 4 \| \| 12 \| 0-4 \| 8 \| |        |             |       |       |       |       |          |
| Статево-вікова піраміда |        |             |       |       |       |       |          |
| Чоловіки | Вік    | Жінки       |       |       |       |       |          |
| 0 | 85 +   | 4           |       |       |       |       |          |
| 4 | 80-84  | 8           |       |       |       |       |          |
| 4 | 75-79  | 4           |       |       |       |       |          |
| 8 | 70-74  | 4           |       |       |       |       |          |
| 16 | 65-69  | 12          |       |       |       |       |          |
| 24 | 60-64  | 16          |       |       |       |       |          |
| 16 | 55-59  | 20          |       |       |       |       |          |
| 16 | 50-54  | 4           |       |       |       |       |          |
| 8 | 45-49  | 20          |       |       |       |       |          |
| 20 | 40-44  | 4           |       |       |       |       |          |
| 8 | 35-39  | 8           |       |       |       |       |          |
| 8 | 30-34  | 4           |       |       |       |       |          |
| 4 | 25-29  | 8           |       |       |       |       |          |
| 0 | 20-24  | 0           |       |       |       |       |          |
| 12 | 15-20  | 16          |       |       |       |       |          |
| 12 | 10-14  | 0           |       |       |       |       |          |
| 12 | 5-9    | 4           |       |       |       |       |          |
| 12 | 0-4    | 8           |       |       |       |       |          |

## Економіка
2010 року серед 202 осіб працездатного віку (15—64 років) 135 були активними, 67 — неактивними (показник активності 66,8%, у 1999 році було 63,3%). З 135 активних мешканців працювало 111 осіб (57 чоловіків та 54 жінки), безробітними було 24 (11 чоловіків та 13 жінок). Серед 67 неактивних 10 осіб було учнями чи студентами, 31 — пенсіонерами, 26 були неактивними з інших причин.

У 2010 році в муніципалітеті числилось 141 оподатковане домогосподарство, у яких проживали 309,0 особи, медіана доходів виносила 14 599 євро на одного особоспоживача

## Галерея зображень

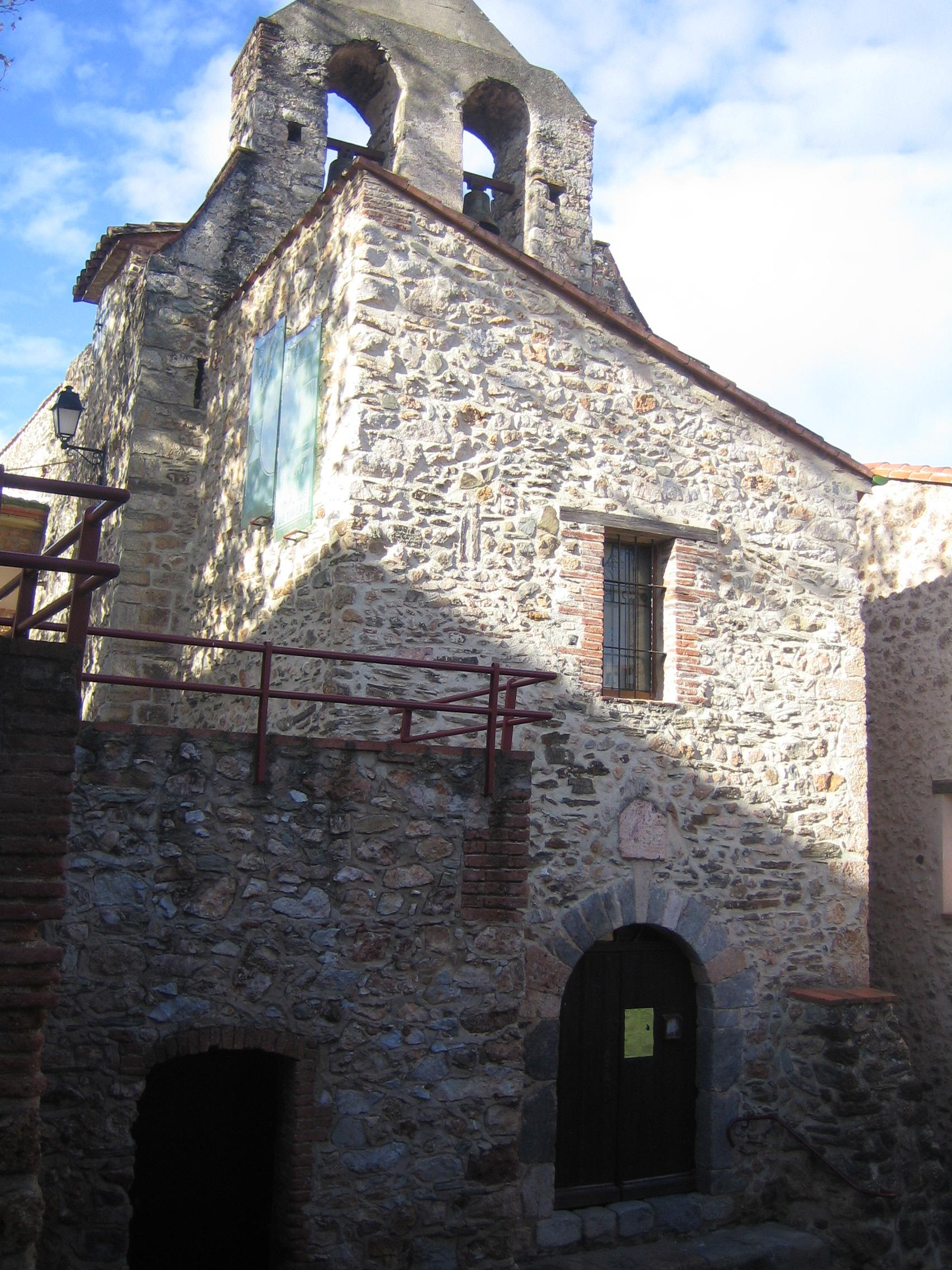
Церква в Йоро